# مقاطعة بانكس (جورجيا)
مقاطعة بانكس (بالإنجليزية: Banks County)‏ هي إحدى المقاطعات في ولاية جورجيا في الولايات المتحدة الأمريكية.